# The Stories (band)
The Stories was een Amerikaanse pop/rock-band uit New York.

## Bezetting
- Ian Lloyd (zang, basgitaar)
- Michael Brown (keyboards)
- Steve Love (gitaar)
- Bryan Madey (drums)
- Kenny Aaronson (basgitaar)
- Ken Bichel (keyboards)
- Richie Ranno

## Geschiedenis
Ian Lloyd en Michael Brown leerden elkaar kennen dankzij hun onderling bevriende vaders. Brown had al in 1966/1967 successen gevierd met de band The Left Banke (Walk Away Renée, Pretty Ballerina). In 1972 besloten ze om een band te formeren en namen ze met Steve Love en Bryan Madey hun debuutalbum Stories op, dat verscheen bij Kama Sutra Records. De eerste single I'm Coming Home werd een bescheiden hitsucces.
Na de voltooiing van het door Eddie Kramer geproduceerde tweede album About Us (1973) verliet Brown, die tot dan toe samen met Lloyd de meeste van de nummers had geschreven, de band om zich te concentreren op andere projecten. De overgebleven muzikanten gingen ondertussen naar de studio om een demo-opname op te nemen van Brother Louie van Hot Chocolate. Ofschoon dit nummer eerst was bedoeld voor een ander project van Exuma bij Kama Sutra Records, werd Brother Louie uiteindelijk als single uitgebracht met Lloyd en Kenny Aaronson onder de naam The Stories. De opname werd geproduceerd door Kenny Kerner en Richie Wise. De met funk- en soulritmen geïnterpreteerde r&b-song paste qua stijl nauwelijks bij het tot dan toe door Michael Brown beïnvloede repertoire.
Ironisch genoeg ontwikkelde deze voor de band niet-kenmerkende song zich in de zomer van 1973 tot een nummer 1-hit in de Amerikaanse Billboard-hitlijst en bereikte hiermee de goudstatus. Geïnspireerd door het succes van de single, kwam ook het laatste album als nieuwe druk met Brother Louie als 13e nummer in de lp-hitlijst (#29). In Duitsland miste Brother Louie nipt de instap in de top 40 van de singlehitlijst. Brother Louie werd geschreven door Errol Brown en Tony Wilson.
Na de lp Traveling Underground (1973) verliet ook Ian Lloyd de groep. Kenny Aaronson en Ken Bichel completeerden de band, voordat ook Steve Love vertrok en werd vervangen door Richie Ranno. Verdere singles in de top 40 bleven uit, ofschoon ze met nummers als Mammy Blue (twee jaar eerder bekend als Mamy Blue van The Pop Tops) probeerden het succespatroon van hun grootste hits te herhalen. Na de laatste single Another Love (1974) werd de band uiteindelijk ontbonden.

## Discografie

### Singles
- 1972:	I'm Coming Home
- 1972: You Told Me
- 1972: Top of the City / Step Back
- 1973:	Brother Louie
- 1973: Mammy Blue
- 1973: Darling / Take Cover
- 1973: Love Is in Motion / Changes Have Begun
- 1973: What Comes After?
- 1973: Traveling Underground
- 1974: Circles
- 1974: Another Love / Love Is in Motion
- 1974:	If It Feels Good, Do It

### Albums
- 1972:	Stories
- 1973:	About Us
- 1973: Traveling Underground
- 2007: Stories / About Us

### NPO Radio 2 Top 2000
Van The Stories stond alleen Brother Louie in 1999 in de NPO Radio 2 Top 2000, op plek 1939.